# Греція на зимових Олімпійських іграх 2014
Греція на зимових Олімпійських іграх 2014 року у Сочі була представлена 7 спортсменами (5 чоловіками та 2 жінками) у 4 видах спорту: гірськолижний спорт, лижні перегони, скелетон та стрибки з трампліна. Прапороносцем на церемонії відкриття була лижниця Панайота Цакірі, а на церемонії закриття — скелетоніст Александрос Кефалас. Грецькі спортсмени не здобули жодної медалі.

## Спортсмени
| Вид спорту          | Чоловіки | Жінки | Всього |
| ------------------- | -------- | ----- | ------ |
| Гірськолижний спорт | 2        | 1     | 3      |
| Лижні перегони      | 1        | 1     | 2      |
| Скелетон            | 1        | 0     | 1      |
| Стрибки з трампліна | 1        | 0     | 1      |
| Усього              | 5        | 2     | 7      |

## Гірськолижний спорт
| Спортсмен                | Дисципліна                    | 1-й спуск | 1-й спуск | 2-й спуск | 2-й спуск | Разом             | Разом             |
| Спортсмен                | Дисципліна                    | Час       | Місце     | Час       | Місце     | Час               | Місце             |
| ------------------------ | ----------------------------- | --------- | --------- | --------- | --------- | ----------------- | ----------------- |
| Костас Сікарас           | гігантський слалом (чоловіки) | 1:30.75   | 59        | 1:31.58   | 51        | 3:02.33           | 52                |
| Костас Сікарас           | слалом (чоловіки)             | 57.83     | 64        | 1:06.25   | 35        | 2:04.08           | 36                |
| Костас Сікарас           | супергігант (чоловіки)        | Н/Д       | Н/Д       | Н/Д       | Н/Д       | 1:26.32           | 52                |
| Массіміліано Валькареджі | гігантський слалом (чоловіки) | 1:30.72   | 58        | 1:33.64   | 56        | 3:04.36           | 54                |
| Массіміліано Валькареджі | слалом (чоловіки)             | 58.97     | 68        | 1:06.75   | 38        | 2:05.72           | 38                |
| Массіміліано Валькареджі | супергігант (чоловіки)        | Н/Д       | Н/Д       | Н/Д       | Н/Д       | дискваліфікований | дискваліфікований |
| Софія Раллі              | гігантський слалом (жінки)    | 1:33.63   | 66        | 1:32.84   | 56        | 3:06.47           | 58                |
| Софія Раллі              | слалом (жінки)                | 1:05.20   | 47        | 1:01.57   | 37        | 2:06.77           | 38                |

## Лижні перегони
Спринт
| Спортсмен         | Дисципліна        | Кваліфікація | Кваліфікація | Чвертьфінал | Чвертьфінал | Півфінал   | Півфінал   | Фінал      | Фінал      |
| Спортсмен         | Дисципліна        | Час          | Місце        | Час         | Місце       | Час        | Місце      | Час        | Місце      |
| ----------------- | ----------------- | ------------ | ------------ | ----------- | ----------- | ---------- | ---------- | ---------- | ---------- |
| Апостолос Ангеліс | спринт (чоловіки) | 4:01.87      | 74           | не пройшов  | не пройшов  | не пройшов | не пройшов | не пройшов | не пройшов |
| Панайота Цакірі   | спринт (жінки)    | 3:02.75      | 64           | не пройшла  | не пройшла  | не пройшла | не пройшла | не пройшла | не пройшла |

## Скелетон
| Спортсмен           | Дисципліна | 1-й заїзд | 1-й заїзд | 2-й заїзд | 2-й заїзд | 3-й заїзд | 3-й заїзд | 4-й заїзд  | 4-й заїзд  | Сума    | Сума  |
| Спортсмен           | Дисципліна | Час       | Місце     | Час       | Місце     | Час       | Місце     | Час        | Місце      | Час     | Місце |
| ------------------- | ---------- | --------- | --------- | --------- | --------- | --------- | --------- | ---------- | ---------- | ------- | ----- |
| Александрос Кефалас | чоловіки   | 58.20     | 23        | 58.33     | 24        | 58.22     | 23        | не пройшов | не пройшов | 2:54.75 | 23    |

## Стрибки з трампліна
| Спортсмен         | Дисципліна                     | Кваліфікація | Кваліфікація | Кваліфікація | Перший раунд | Перший раунд | Перший раунд | Фінал      | Фінал      | Фінал      | Разом      | Разом      |
| Спортсмен         | Дисципліна                     | Відстань     | Бали         | Місце        | Відстань     | Бали         | Місце        | Відстань   | Бали       | Місце      | Бали       | Місце      |
| ----------------- | ------------------------------ | ------------ | ------------ | ------------ | ------------ | ------------ | ------------ | ---------- | ---------- | ---------- | ---------- | ---------- |
| Ніко Поліхронідіс | нормальний трамплін (чоловіки) | 83.5         | 85.0         | 48           | не пройшов   | не пройшов   | не пройшов   | не пройшов | не пройшов | не пройшов | не пройшов | не пройшов |
| Ніко Поліхронідіс | великий трамплін (чоловіки)    | 107.5        | 74.7         | 47           | не пройшов   | не пройшов   | не пройшов   | не пройшов | не пройшов | не пройшов | не пройшов | не пройшов |